# Анджей Крашніцький
Анджей Пйотр Красьніцький (пол. Andrzej Piotr Kraśnicki; 31 січня 1949, Нідзиця — 10 січня 2025) – польський спортивний діяч, у 2006–2021 роках президент Федерації гандболу Польщі, у 2010–2023 роках президент Польського Олімпійського комітету.

## Біографія
У 2002-2005 роках він був президентом Польської конфедерації спорту. 15 січня 2006 року став президентом Федерації гандболу Польщі та першим віце-президентом Польського Олімпійського комітету. 20 квітня 2010 року, після смерті Пйотра Нуровського, він став президентом польського олімпійського комітету. На наступні терміни, обрані 13 квітня 2013 року, він був єдиним кандидатом і 22 квітня 2017 року також був єдиним кандидатом після того, як Ришард Чарнецький відкликав заявку.

## Відзнаки
У 2005 році за видатні досягнення в галузі розвитку спорту президент Александр Квасневський нагородив його Кавалерським хрестом Ордену Відродження Польщі, і в 2015 році президент Броніслав Коморовський за видатні досягнення в діяльності польського олімпійського руху дав йому Командорський хрест цього звання.